# Ornithogalum
Ornithogalum là một chi thực vật có hoa trong họ Asparagaceae.

## Danh sách loài
- Ornithogalum × degenianum Polg.
- Ornithogalum × wildtii Podp.
- Ornithogalum abyssinicum Fresen.
- Ornithogalum aciphyllum
- Ornithogalum acuminatum
- Ornithogalum acutipetalum
- Ornithogalum adalgisae
- Ornithogalum adseptentrionesvergentulum U.Müll.-Doblies & D.Müll.-Doblies
- Ornithogalum aemulum
- Ornithogalum aequipetalum
- Ornithogalum aestivum
- Ornithogalum aetfatense U.Müll.-Doblies & D.Müll.-Doblies
- Ornithogalum affine
- Ornithogalum afrum
- Ornithogalum alatum Turrill
- Ornithogalum albanense
- Ornithogalum albovirens
- Ornithogalum albucoides
- Ornithogalum album
- Ornithogalum algeriense
  - Ornithogalum algeriense subsp. baeticum
- Ornithogalum alliaceum
- Ornithogalum aloiforme
- Ornithogalum alpestre
- Ornithogalum alpigenum Stapf
- Ornithogalum altaicum
- Ornithogalum alticola
- Ornithogalum altissimum
- Ornithogalum ambiguum
- Ornithogalum amblyocarpum Zahar.
- Ornithogalum amboense
- Ornithogalum amoenum
- Ornithogalum amphibolum Zahar.
- Ornithogalum anamurense Speta
- Ornithogalum anatolicum Zahar.
- Ornithogalum andinum
- Ornithogalum anguinum F.M.Leight. ex Oberm.
- Ornithogalum angustifolium
  - Ornithogalum angustifolium subsp. sphaerocarpum
- Ornithogalum angustum
- Ornithogalum annae-ameliae U.Müll.-Doblies & D.Müll.-Doblies
- Ornithogalum anomalum
- Ornithogalum anthericoides
- Ornithogalum apertiflorum
- Ornithogalum apertum
- Ornithogalum apiculatum Zahar.
- Ornithogalum arabicum L.
- Ornithogalum arcuatum Steven
- Ornithogalum arianum Lipsky in B.A.Fedtschenko & al.
- Ornithogalum aridum
- Ornithogalum armeniacum Baker
- Ornithogalum aserni
- Ornithogalum asphodeloides
- Ornithogalum attenuatum
- Ornithogalum atticum Boiss. & Heldr
- Ornithogalum aucheri
- Ornithogalum aurantiacum
- Ornithogalum aureum
- Ornithogalum autumnale
- Ornithogalum autumnulum
- Ornithogalum azerbaidzhanicum
- Ornithogalum baeticum Boiss.
- Ornithogalum balansae Boiss.
- Ornithogalum barbatum
- Ornithogalum baurii Baker in W.H.Harvey & auct. suc. (eds.)
- Ornithogalum belgicum
- Ornithogalum benguellense Baker
- Ornithogalum bergii
- Ornithogalum bergusianum
- Ornithogalum bertolonii
- Ornithogalum bicolor
- Ornithogalum bicornutum F.M.Leight.
- Ornithogalum biflorum
- Ornithogalum billardieri
- Ornithogalum bivalve
- Ornithogalum boeticum
- Ornithogalum bohemicum
- Ornithogalum bolusianum
- Ornithogalum bonariense
- Ornithogalum boraeanum
- Ornithogalum bosniacum
- Ornithogalum boucheanum (Kunth) Asch.
- Ornithogalum bourgaeanum Jord. & Fourr.
- Ornithogalum brachystachys
- Ornithogalum brachystylum
- Ornithogalum bracteatum
- Ornithogalum bracteosum
- Ornithogalum brevifolium
- Ornithogalum brevipedicellatum
- Ornithogalum breviscapum
- Ornithogalum brevistylum
- Ornithogalum britteniae F.M.Leight. ex Oberm.[3]
- Ornithogalum broteroi M.Laínz
- Ornithogalum brownleei
- Ornithogalum brutium
- Ornithogalum bulbigerum
- Ornithogalum bulbinelloides
- Ornithogalum bulbosum
- Ornithogalum bungei Boiss.
- Ornithogalum busambarense
- Ornithogalum byzantinum
- Ornithogalum caeruleum
- Ornithogalum calcaratum
- Ornithogalum callosum
- Ornithogalum campanulatum U.Müll.-Doblies & D.Müll.-Doblies
- Ornithogalum campestre
- Ornithogalum canadense
- Ornithogalum canaliculatum
- Ornithogalum candicans (Baker) J.C.Manning & Goldblatt (syn. Galtonia candicans)
- Ornithogalum candidum
  - Ornithogalum candidum var. tubiforme
- Ornithogalum capaceum
- Ornithogalum capense
- Ornithogalum capillaris J.M.Wood & M.S.Evans
- Ornithogalum capillifolium
- Ornithogalum capitatum
- Ornithogalum carolinianum
- Ornithogalum carpaticum
- Ornithogalum caucasicum
- Ornithogalum caudatum Ait.
- Ornithogalum cepaefolium
- Ornithogalum ceresianum
- Ornithogalum cernuum Baker in D.Oliver & auct. suc. (eds.)
- Ornithogalum ceruleum
- Ornithogalum cespititium
- Ornithogalum chetikianum Uysal
- Ornithogalum chilense
- Ornithogalum chinense
- Ornithogalum chionophilum Holmboe
- Ornithogalum chloranthum
- Ornithogalum chloroleucum
- Ornithogalum chrysanthum
- Ornithogalum ciliare
- Ornithogalum ciliatifolium
- Ornithogalum ciliatum
- Ornithogalum ciliiferum U.Müll.-Doblies & D.Müll.-Doblies
- Ornithogalum cinnamomeum
- Ornithogalum circinnatum
- Ornithogalum citrinum
- Ornithogalum clusii
- Ornithogalum coarctatum
- Ornithogalum coccineum
- Ornithogalum coeruleum
- Ornithogalum collinum Guss.
  - Ornithogalum collinum subsp. rhodium Speta
  - Ornithogalum collinum subsp. collinum
- Ornithogalum comosum L.
- Ornithogalum compositum
- Ornithogalum comptonii
- Ornithogalum comptum
- Ornithogalum concinnum Salisb.
  - Ornithogalum conicum subsp. conicum
  - Ornithogalum conicum subsp. strictum (L.Bolus) Oberm.
- Ornithogalum concolor
- Ornithogalum concordianum
- Ornithogalum conicum Jacq.
- Ornithogalum coniophilum
- Ornithogalum consanguineum
- Ornithogalum constrictum F.M.Leight.
- Ornithogalum contortum
- Ornithogalum convallarioides H.Perrier
- Ornithogalum cooperi
- Ornithogalum corniculatum
- Ornithogalum cornosum
- Ornithogalum corsicum Jord. & Fourr
- Ornithogalum corticatum Mart.-Azorín
- Ornithogalum corymbosum
- Ornithogalum costatulum
- Ornithogalum costatum
- Ornithogalum crenulatum
- Ornithogalum creticum Zahar.
- Ornithogalum crispifolium
- Ornithogalum croceum
- Ornithogalum cuspidatum Bertol.
- Ornithogalum cydni
- Ornithogalum cyprium
- Ornithogalum dalmaticum
- Ornithogalum decipiens
- Ornithogalum declinatum
- Ornithogalum decus-montium G.Will.
- Ornithogalum degenianum
- Ornithogalum deltoideum Baker
- Ornithogalum demirizianum H.Malyer & Koyuncu
- Ornithogalum densum
- Ornithogalum dichotomum
- Ornithogalum dictaeum
  - Ornithogalum dictaeum subsp. naxense
- Ornithogalum diluculum
- Ornithogalum dinteri
- Ornithogalum dioscoridis
- Ornithogalum dipcadoides
- Ornithogalum diphyllum Baker
- Ornithogalum disciferum
- Ornithogalum distans
- Ornithogalum divaricatum
- Ornithogalum divergens Boreau
- Ornithogalum dolichopharynx U.Müll.-Doblies & D.Müll.-Doblies
- Ornithogalum donaldsonii
- Ornithogalum dregeanum Kunth
- Ornithogalum dubium Houtt.
- Ornithogalum duthiae
- Ornithogalum dyeri
  - Ornithogalum dyeri var. leistneri
- Ornithogalum ebulbe
- Ornithogalum eckloni
- Ornithogalum edule
- Ornithogalum eigii
- Ornithogalum elatum
- Ornithogalum ensifolium
- Ornithogalum epigeum
- Ornithogalum erubescens
- Ornithogalum esterhuyseniae Oberm.
- Ornithogalum etesiogaripense
  - Ornithogalum etesiogaripense subsp. longipilosum
- Ornithogalum etruscum
- Ornithogalum euryphyllum
- Ornithogalum euxinum Speta
  - Ornithogalum euxinum var. proliferum
- Ornithogalum exaratum Zahar.
- Ornithogalum excelsum
- Ornithogalum exscapum Ten.
  - Ornithogalum exscapum subsp. sandalioticum
  - Ornithogalum exscapum var. collinum
- Ornithogalum exuviatum
- Ornithogalum falcatum (G.J.Lewis) J.C.Manning & Goldblatt
- Ornithogalum fasciculatum
- Ornithogalum fergusoniae
- Ornithogalum fibrosum
- Ornithogalum filibracteatum
- Ornithogalum filicaule J.C.Manning & Goldblatt
- Ornithogalum filifolium
- Ornithogalum filiforme
- Ornithogalum fimbriatum Willd.
  - Ornithogalum fimbriatum subsp. fimbriatum
  - Ornithogalum fimbriatum subsp. gracilipes (Zahar.) Landström
- Ornithogalum fimbrimarginatum F.M.Leight.
- Ornithogalum fischerianum Krasch. in V.L.Komarov (ed.)
- Ornithogalum fissurisedulum U.Müll.-Doblies & D.Müll.-Doblies
- Ornithogalum fistulosum
- Ornithogalum flanagani
- Ornithogalum flavescens
- Ornithogalum flavissimum
- Ornithogalum flavovirens
- Ornithogalum flavum
- Ornithogalum flexuosum (Thunb.) U.Müll.-Doblies & D.Müll.-Doblies
- Ornithogalum foliosum
- Ornithogalum fragiferum
- Ornithogalum fragrans
- Ornithogalum fuscatum
- Ornithogalum fuscescens Boiss. & Gaill. in P.E.Boissier
- Ornithogalum gabrielianiae Agapova
- Ornithogalum gadense
- Ornithogalum galpini
- Ornithogalum gambosanum Baker in D.Oliver & auct. suc. (eds.)
- Ornithogalum garganicum
- Ornithogalum geminiflorum
- Ornithogalum geniculatum Oberm.
- Ornithogalum georgicum
- Ornithogalum gethylloides
- Ornithogalum gifbergense
- Ornithogalum gifbergensis
- Ornithogalum giganteum
- Ornithogalum gildenhuysii van Jaarsv.
- Ornithogalum gilgianum
- Ornithogalum glandulosum
- Ornithogalum glaucifolium
- Ornithogalum glaucophyllum
- Ornithogalum glaucum
- Ornithogalum gorenflotii (Moret) Speta
- Ornithogalum gracile
- Ornithogalum gracilentum
- Ornithogalum graciliflorum K.Koch
- Ornithogalum gracilipes
- Ornithogalum gracillimum R.E.Fr.
- Ornithogalum graecum Zahar.
  - Ornithogalum graecum subsp. ciliolatum
  - Ornithogalum graecum subsp. ionicum
  - Ornithogalum graecum var. ciliolatum
- Ornithogalum gramineum
- Ornithogalum graminifolium Thunb.
- Ornithogalum granatelli
- Ornithogalum granatense
- Ornithogalum gregorianum U.Müll.-Doblies & D.Müll.-Doblies
- Ornithogalum grimaldiae
- Ornithogalum griseum
- Ornithogalum gussonei Ten.
  - Ornithogalum gussonei var. bosniacum
- Ornithogalum gussonii
- Ornithogalum haalenbergense U.Müll.-Doblies & D.Müll.-Doblies
- Ornithogalum hajastanum Agapova
- Ornithogalum hallii Oberm.
- Ornithogalum haworthioides
- Ornithogalum hermannii
- Ornithogalum hesperanthum
- Ornithogalum hexapterum
- Ornithogalum heynii
- Ornithogalum hirsutum
- Ornithogalum hispidulum U.Müll.-Doblies & D.Müll.-Doblies
- Ornithogalum hispidum Hornem.
  - Ornithogalum hispidum subsp. bergii (Schltdl.) Oberm.
  - Ornithogalum hispidum subsp. hispidum
- Ornithogalum hortense
- Ornithogalum huetii
- Ornithogalum humifusum
- Ornithogalum hyalinum
- Ornithogalum hygrophilum
- Ornithogalum hyrcanum Grossh.
- Ornithogalum imereticum Sosn.
- Ornithogalum immaculatum Speta
- Ornithogalum improbum Speta
- Ornithogalum inandense
- Ornithogalum inclusum F.M.Leight.
- Ornithogalum inconspicuum
- Ornithogalum indicum
- Ornithogalum insigne
- Ornithogalum intermedium
- Ornithogalum iranicum Zahar.
- Ornithogalum iraqense Feinbrun
- Ornithogalum isauricum O.D.Düsen & Sümbül
- Ornithogalum ixioides
- Ornithogalum jacobi
- Ornithogalum japonicum
- Ornithogalum joannoni
- Ornithogalum joschtiae Speta
- Ornithogalum junceum
- Ornithogalum juncifolium Jacq.
- Ornithogalum juttae
- Ornithogalum karachabpoortense
- Ornithogalum karasbergense
- Ornithogalum karooicum
- Ornithogalum khuzestanicum Heidaryan, Hamdi & Assadi
- Ornithogalum kirkii
- Ornithogalum knersvlaktense
- Ornithogalum kochii
  - Ornithogalum kochii subsp. gorenflotii
- Ornithogalum kojuricum
- Ornithogalum kuereanum Speta
- Ornithogalum kurdicum Bornm.
- Ornithogalum lacteum
- Ornithogalum lanceolatum Labill.
- Ornithogalum langebergense
- Ornithogalum latifolium
- Ornithogalum lebaense van Jaarsv.
- Ornithogalum leeupoortense U.Müll.-Doblies & D.Müll.-Doblies
- Ornithogalum leichtlinii
- Ornithogalum leipoldtii
- Ornithogalum leptophyllum
- Ornithogalum libanoticum Boiss.
- Ornithogalum liliforme
- Ornithogalum limosum
- Ornithogalum lineare
- Ornithogalum liotardi
- Ornithogalum lithopsoides van Jaarsv.
- Ornithogalum longibracteatum
- Ornithogalum longicollum U.Müll.-Doblies & D.Müll.-Doblies
- Ornithogalum longiscapum
- Ornithogalum longivaginatum
- Ornithogalum luschanii Stapf
- Ornithogalum luteum
- Ornithogalum lychnite Speta
- Ornithogalum macedonicum
- Ornithogalum macranthum
- Ornithogalum macrum Speta
- Ornithogalum maculatum Jacq.
- Ornithogalum magnificum
- Ornithogalum magnum Krasch. & Schischk. in V.L.Komarov (ed.)
- Ornithogalum majus
- Ornithogalum malatyanum Mutlu
- Ornithogalum marginatum
- Ornithogalum maritimum
- Ornithogalum marlothii
- Ornithogalum massoni
- Ornithogalum mater-familias U.Müll.-Doblies & D.Müll.-Doblies
- Ornithogalum mekselinae Varol
- Ornithogalum melancholicum
- Ornithogalum melanogynum
- Ornithogalum melleri
- Ornithogalum merizostylum
- Ornithogalum merxmuelleri
- Ornithogalum microcarpum
- Ornithogalum millegranum
- Ornithogalum miniatum
- Ornithogalum minimum
- Ornithogalum minus
- Ornithogalum minutum
- Ornithogalum monarchos
- Ornithogalum monile
- Ornithogalum monophyllum Baker in W.H.Harvey & auct. suc. (eds.)
- [[Ornithogalum monophyllum subsp. eckardtianum
  - Ornithogalum monophyllum subsp. eckardtianum U.Müll.-Doblies & D.Müll.-Doblies
  - Ornithogalum monophyllum subsp. monophyllum
- Ornithogalum monspeliense
- Ornithogalum montanum Cirillo in M.Tenore
- Ornithogalum monteiroi
- Ornithogalum monticola
- Ornithogalum monticolum
- Ornithogalum muirii
- Ornithogalum multifolium Baker
- Ornithogalum mundianum
- Ornithogalum munzurense Speta
- Ornithogalum mutabile
- Ornithogalum mysum Speta
- Ornithogalum nallihanense Y?ld. & Do?ru-Koca
- Ornithogalum namaquanulum U.Müll.-Doblies & D.Müll.-Doblies
- Ornithogalum namaquanum
- Ornithogalum nanodes F.M.Leight.
- Ornithogalum nanum
- Ornithogalum narbonense L.
- Ornithogalum nathoanum
- Ornithogalum navaschinii Agapova
- Ornithogalum naviculum W.F.Barker ex Oberm.
- Ornithogalum ndellense
- Ornithogalum nebrodense
- Ornithogalum neopatersonia J.C.Manning & Goldblatt
- Ornithogalum nervosum
- Ornithogalum neurostegium Boiss. & Blanche in P.E.Boissier
  - Ornithogalum neurostegium subsp. eigii (Feinbrun) Feinbrun
  - Ornithogalum neurostegium subsp. neurostegium
- Ornithogalum nivale Boiss.
- Ornithogalum niveum Aiton
- Ornithogalum nocceanum
- Ornithogalum notatum
- Ornithogalum nudiflorum
- Ornithogalum nudiscapum
- Ornithogalum nurdaniae Bagci & Savran
- Ornithogalum nutans L.
  - Ornithogalum nutans var. multiflora
- Ornithogalum nuttallianum
- Ornithogalum nyssanum
- Ornithogalum obconicum
- Ornithogalum ocellatum Speta
- Ornithogalum ochroleucum
- Ornithogalum octandrum
- Ornithogalum odoratissimum
- Ornithogalum odoratum
- Ornithogalum oliganthum
- Ornithogalum oligophyllum E.D.Clarke
- Ornithogalum oostachyum
- Ornithogalum orbelicum
- Ornithogalum oreogenes
- Ornithogalum oreoides Zahar.
- Ornithogalum ornithogaloides
- Ornithogalum orthophyllum Ten.
  - Ornithogalum orthophyllum subsp. acuminatum (Schur) Zahar.
  - Ornithogalum orthophyllum subsp. baeticum
  - Ornithogalum orthophyllum subsp. kochii (Parl.) Zahar.
  - Ornithogalum orthophyllum subsp. orbelicum (Velen.) Zahar.
  - Ornithogalum orthophyllum subsp. orthophyllum
  - Ornithogalum orthophyllum subsp. psammophilum (Zahar.) Zahar.
  - Ornithogalum orthophyllum var. bosniacum
- Ornithogalum osmynellum
- Ornithogalum ostrovicense F.K.Mey.
- Ornithogalum otavense
- Ornithogalum ovatum
  - Ornithogalum ovatum subsp. oliverorum
- Ornithogalum oxypetalum
- Ornithogalum pallidum
- Ornithogalum paludosum Baker
- Ornithogalum palustre
- Ornithogalum pamphylicum O.D.Düsen & Sümbül
- Ornithogalum pannonicum
- Ornithogalum paradoxum
- Ornithogalum parviflorum
- Ornithogalum pascheanum Speta
- Ornithogalum patersoniae
- Ornithogalum patulum
- Ornithogalum pauciflorum
  - Ornithogalum paucifolium subsp. karooparkense
- Ornithogalum pearsonii
- Ornithogalum pedicellare Boiss. & Kotschy in F.J.A.Unger & C.G.T.Kotschy
  - Ornithogalum pedicellare subsp. cylindrocarpum
- Ornithogalum pedunculare
- Ornithogalum pendulinum
- Ornithogalum pentheri
- Ornithogalum perdurans A.P.Dold & S.A.Hammer
- Ornithogalum perparvum
- Ornithogalum perpulchrum
- Ornithogalum persicum Hausskn. ex Bornm.
- Ornithogalum persoonii
- Ornithogalum petraeum
- Ornithogalum peyrei
- Ornithogalum pillansii
- Ornithogalum pilosum L.f.
  - Ornithogalum pilosum subsp. pullatum
- Ornithogalum platyphyllum
- Ornithogalum pluttulum
- Ornithogalum podolicum
- Ornithogalum polymorphum
- Ornithogalum polyodontulum
- Ornithogalum polyphlebium
- Ornithogalum polyphyllum Jacq.
- Ornithogalum ponticum Zahar.
- Ornithogalum praetextum
- Ornithogalum prasandrum
- Ornithogalum prasinantherum Zahar.
- Ornithogalum prasinum
- Ornithogalum pratense
- Ornithogalum pretoriense
- Ornithogalum preumbellatum
- Ornithogalum princeps (Baker) J.C.Manning & Goldblatt (syn. Galtonia princeps)
- Ornithogalum procerum
- Ornithogalum proliferum
- Ornithogalum propinquum
- Ornithogalum pruinosum F.M.Leight.
- Ornithogalum psammophilum
- Ornithogalum psammophorum
- Ornithogalum pterocarpum
- Ornithogalum puberulum Oberm.
  - Ornithogalum puberulum subsp. chris bayeri
- Ornithogalum pubescens
- Ornithogalum pullatum F.M.Leight.
  - Ornithogalum puberulum subsp. chris-bayeri U.Müll.-Doblies & D.Müll.-Doblies
  - Ornithogalum puberulum subsp. puberulum
- Ornithogalum pumilum Zahar.
- Ornithogalum punctatum
- Ornithogalum pusillum
- Ornithogalum pycnanthum Wendelbo
- Ornithogalum pygmaeum
- Ornithogalum pyramidale L.
  - Ornithogalum pyramidale subsp. narbonense
- Ornithogalum pyrenaicum L.
  - Ornithogalum pyrenaicum ssp. flavescens
- Ornithogalum quartinianum
- Ornithogalum racemosum
- Ornithogalum ramosum
- Ornithogalum ranunculoides
- Ornithogalum rautanenii
- Ornithogalum recurvum
- Ornithogalum reflexum
- Ornithogalum refractum Kit. ex Schltdl. in C.L.von Willdenow
  - Ornithogalum refractum var. adalgisae (H.Groves) Nyman
  - Ornithogalum refractum var. refractum
- Ornithogalum regale (Hilliard & B.L.Burtt) J.C.Manning & Goldblatt (syn. Galtonia regalis)
- Ornithogalum reticulatum
- Ornithogalum reverchonii Lange in H.M.Willkomm
- Ornithogalum revolutum
- Ornithogalum richardii
- Ornithogalum rigidulum
- Ornithogalum rigidum
- Ornithogalum roccense
- Ornithogalum roegnerianum
- Ornithogalum rogersii Baker in W.H.Harvey & auct. suc. (eds.)
- Ornithogalum roodeae
- Ornithogalum rossouwii U.Müll.-Doblies & D.Müll.-Doblies
- Ornithogalum rotatum U.Müll.-Doblies & D.Müll.-Doblies
- Ornithogalum rubescens
- Ornithogalum rubrum
- Ornithogalum rudolphi
- Ornithogalum rupestre L.f.
- Ornithogalum rusticum
- Ornithogalum ruthenicum
- Ornithogalum sabulosum
- Ornithogalum saginatum
- Ornithogalum salteri
- Ornithogalum saltmarshei
- Ornithogalum samariae Zahar.
- Ornithogalum sanandajense Maroofi
- Ornithogalum sandalioticum
- Ornithogalum sandrasicum Y?ld.
- Ornithogalum sardienii van Jaarsv.
- Ornithogalum saundersiae Baker
- Ornithogalum saundersii
- Ornithogalum saxatile
- Ornithogalum scabrocostatum
- Ornithogalum schinzii
- Ornithogalum schischkini
- Ornithogalum schlecterianum
- Ornithogalum schmalhausenii
- Ornithogalum schreberi
- Ornithogalum scilloides
- Ornithogalum secundum
- Ornithogalum seineri
- Ornithogalum semipedale
- Ornithogalum sephtonii Hilliard & B.L.Burtt
- Ornithogalum serotinum
- Ornithogalum sessile
- Ornithogalum sessiliflorum Desf.
- Ornithogalum setifolium
- Ornithogalum shelkovnikovi
- Ornithogalum shirazicum
- Ornithogalum sibthorpii
- Ornithogalum siculum
- Ornithogalum sigmoideum Freyn & Sint.
- Ornithogalum simplex
- Ornithogalum sinense
- Ornithogalum sintenisii Freyn
- Ornithogalum skorpili
- Ornithogalum soleirolii
- Ornithogalum solitarium
- Ornithogalum sordidum
- Ornithogalum sorgerae Wittmann
- Ornithogalum sororium
- Ornithogalum spathaceum
- Ornithogalum speciosum
- Ornithogalum spetae Wittmann
- Ornithogalum sphaerocarpum A.Kern.
- Ornithogalum sphaerolobum Zahar.
- Ornithogalum spicatum
- Ornithogalum spirale
- Ornithogalum splendens
- Ornithogalum squamosum
- Ornithogalum squilla
- Ornithogalum stachyoides
- Ornithogalum stapffii
- Ornithogalum stellare
- Ornithogalum stenopetalum
- Ornithogalum stenophyllum
- Ornithogalum stenostachyum
- Ornithogalum sternbergii
- Ornithogalum stolzii
- Ornithogalum striatum
- Ornithogalum strigosulum
- Ornithogalum stuetzelianum
- Ornithogalum suaveolens
- Ornithogalum subalpinum
- Ornithogalum subcoriaceum L.Bolus
- Ornithogalum subcucullatum
- Ornithogalum subglandulosum
- Ornithogalum subspicatum
- Ornithogalum subulatum
- Ornithogalum sulfureum
- Ornithogalum sulphureum
- Ornithogalum sumbulianum O.D.Düsen & Deniz
- Ornithogalum sylvaticum
- Ornithogalum synadelphicum U.Müll.-Doblies & D.Müll.-Doblies
- Ornithogalum synanthifolium
- Ornithogalum szovitsii
- Ornithogalum tardans
- Ornithogalum televrinum
- Ornithogalum tempskyanum
- Ornithogalum tenellum
- Ornithogalum tenuifolium
  - Ornithogalum tenuifolium subsp. aridum
  - Ornithogalum tenuifolium subsp. robustum
  - Ornithogalum tenuifolium subsp. sordidum
- Ornithogalum tenuipes
- Ornithogalum texanum
- Ornithogalum thermophilum F.M.Leight.
- Ornithogalum thirkeanum
- Ornithogalum thunbergianulum
- Ornithogalum thunbergianum
- Ornithogalum thunbergii Kunth
- Ornithogalum thyrsoides Jacq.
- Ornithogalum tortuosum
- Ornithogalum toxicarium
- Ornithogalum transbaicalense
- Ornithogalum transcaucasicum Miscz. ex Grossh.
- Ornithogalum transversale
- Ornithogalum triandrum
- Ornithogalum trichophyllum Boiss.
- Ornithogalum triflorum
- Ornithogalum trigonophyllum
- Ornithogalum tropicale Baker
- Ornithogalum tuberosum
- Ornithogalum tubiforme
- Ornithogalum tulbaghense
- Ornithogalum tunicatum
- Ornithogalum uitenhagense
- Ornithogalum uluense Speta
- Ornithogalum umbellatum L.
  - Ornithogalum umbellatum subsp. angustifolium
- Ornithogalum umbratile Tornad. & Garbari
- Ornithogalum umgenense
- Ornithogalum undulatum
- Ornithogalum uniflorum
- Ornithogalum unifoliatum
- Ornithogalum unifolium
  - Ornithogalum unifolium var. vestitum
- Ornithogalum urhanianum
- Ornithogalum vandermerwei
- Ornithogalum vasakii Speta
- Ornithogalum verae U.Müll.-Doblies & D.Müll.-Doblies
- Ornithogalum villosum
- Ornithogalum virens
- Ornithogalum virgineum
- Ornithogalum viridiflorum (I.Verd.) J.C.Manning & Goldblatt (syn. Galtonia viridiflora)
- Ornithogalum viriduliflorum
- Ornithogalum visianicum Tomm.
- Ornithogalum vittatum
- Ornithogalum watermeyeri
- Ornithogalum wiedemannii Boiss.
  - Ornithogalum wiedemannii var. reflexum (Freyn & Sint.) Speta
  - Ornithogalum wiedemannii var. wiedemannii
- Ornithogalum wildtii
- Ornithogalum wilmaniae
- Ornithogalum witteklipense
- Ornithogalum woronowii Krasch.
- Ornithogalum xanthochlorum Baker
- Ornithogalum zauschneri
- Ornithogalum zebrinellum U.Müll.-Doblies & D.Müll.-Doblies
- Ornithogalum zebrinum
- Ornithogalum zeyheri
- Ornithogalum zeylanicum

## Hình ảnh

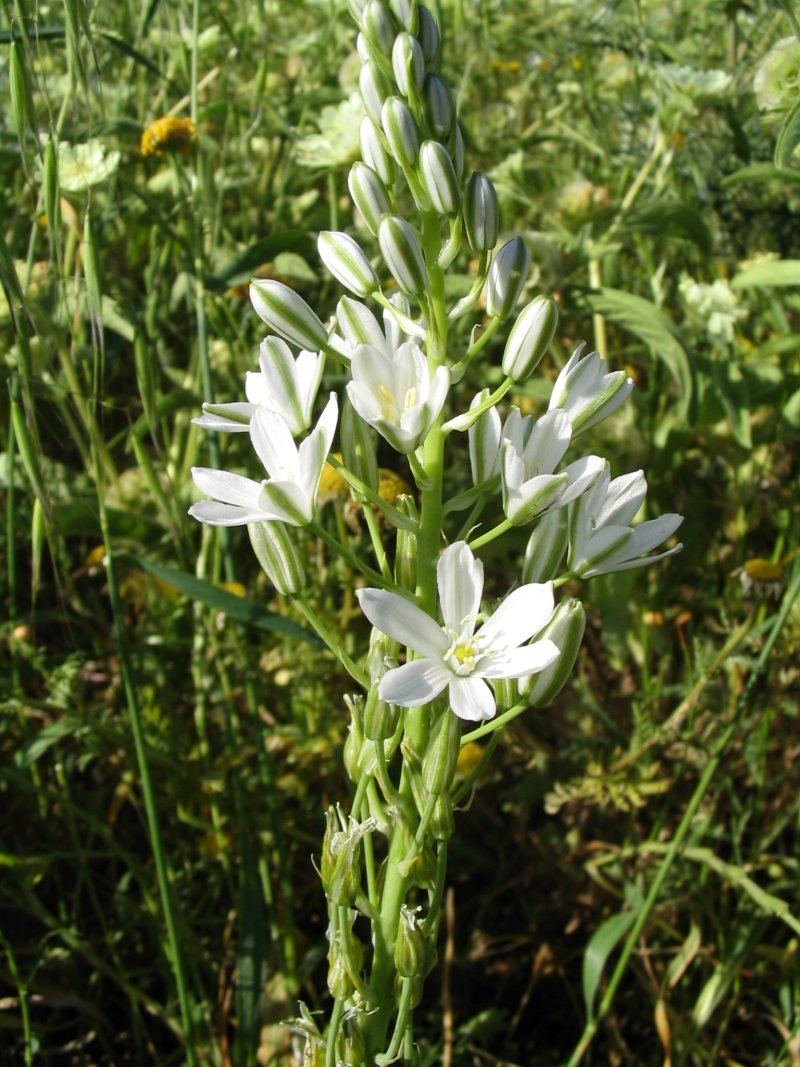
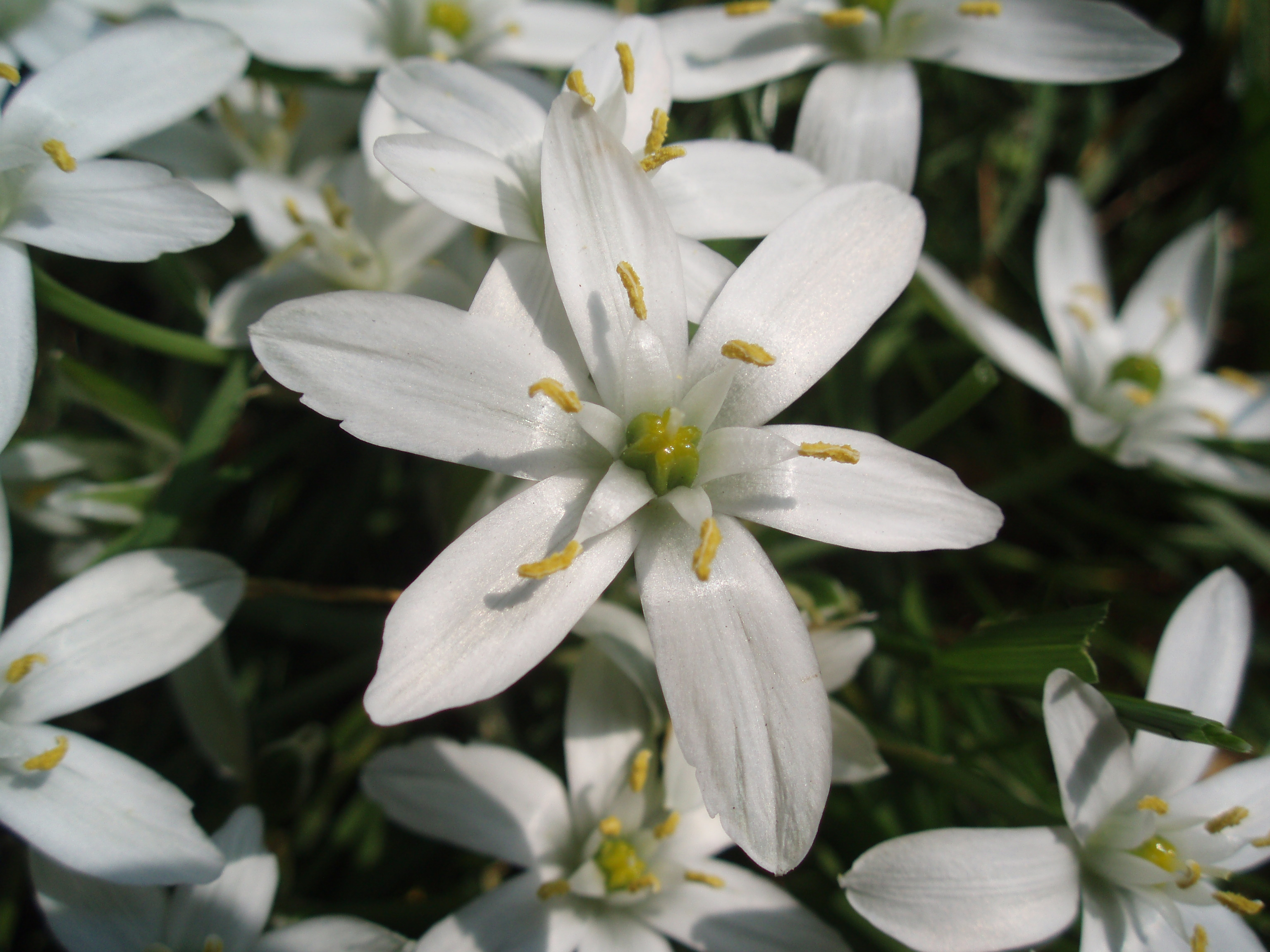
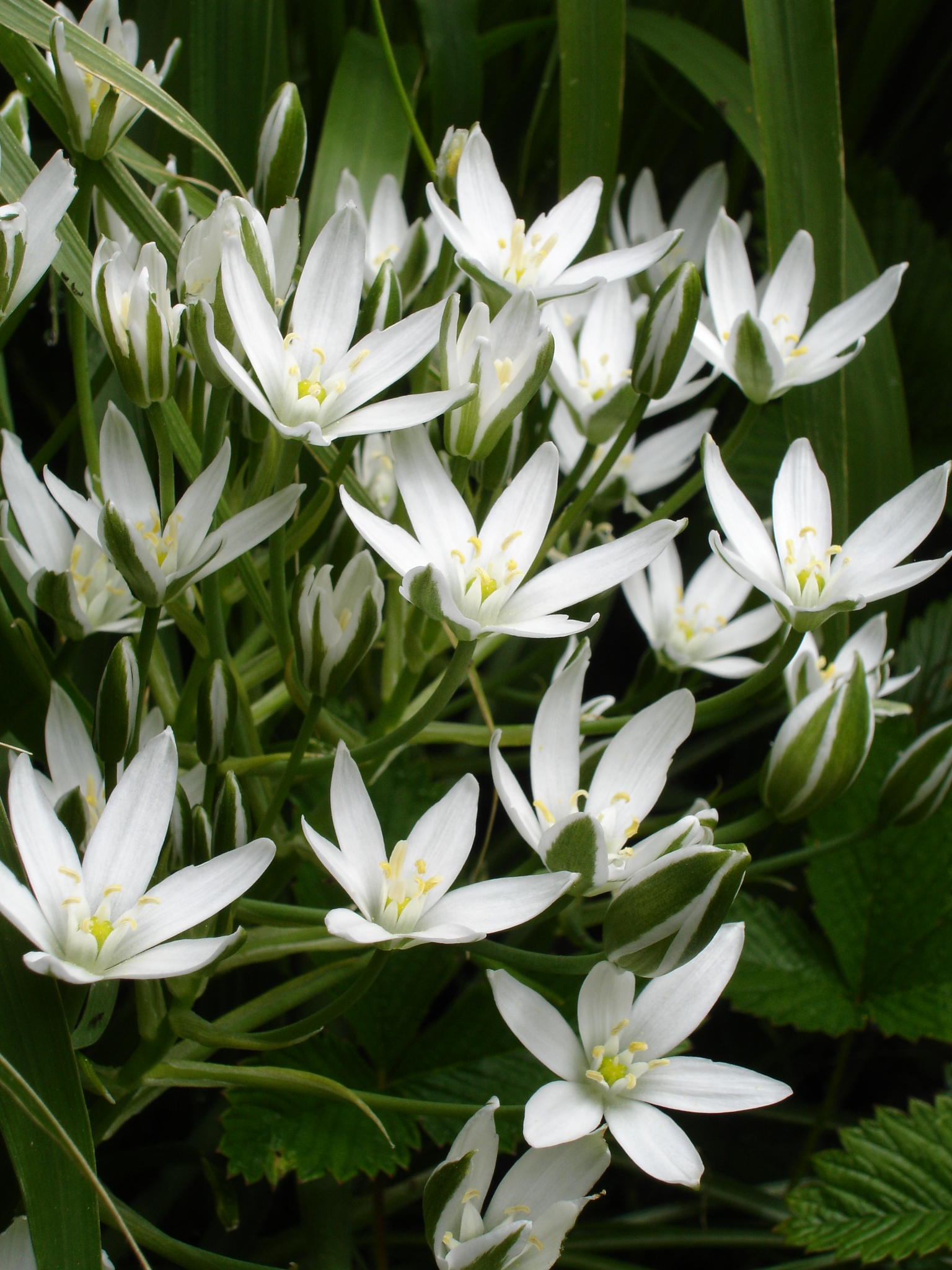
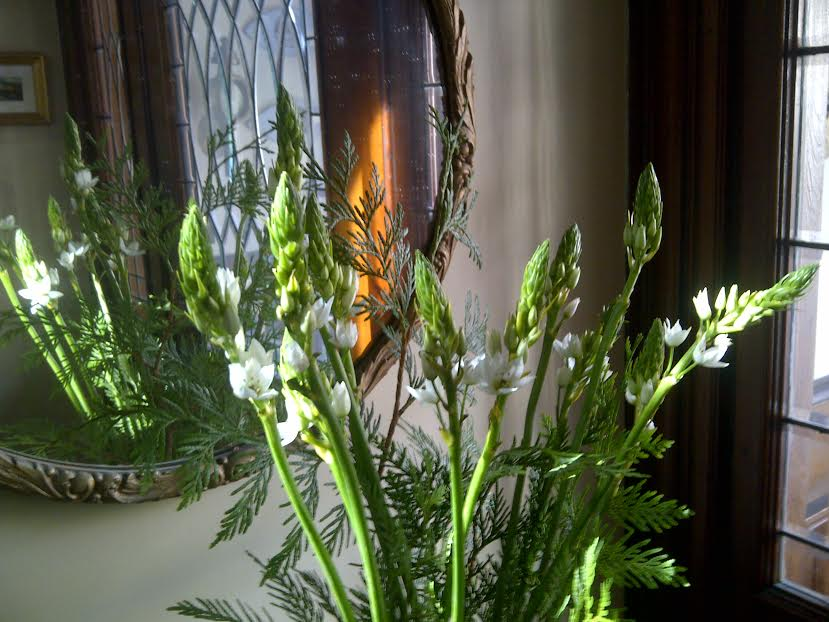